# Arachnactis indica
Arachnactis indica är en korallart som beskrevs av M.V.N. Panikkar 1947. Arachnactis indica ingår i släktet Arachnactis och familjen Arachnactidae. Inga underarter finns listade i Catalogue of Life.